# War Child (Album)
War Child ist das siebte Studioalbum und zugleich das achte Werk der Progressive-Rock-Band Jethro Tull. Es wurde im Oktober 1974 veröffentlicht.
Es erreichte Platz 14 in Großbritannien und Platz 2 in den USA.

## Album
Die meisten Lieder des Albums wurden während der zweiten Hälfte der Passion-Play-Tour geschrieben. Allerdings befinden sich auch frühere Aufnahmen, die noch vor A Passion Play geschrieben wurden, auf dem Album. Skating Away on the Thin Ice of the New Day, Bungle in the Jungle und Only Solitaire sind Stücke aus den so genannten Château D’isaster-Tapes.
Das Album war als Musik für ein Filmprojekt geplant, die Idee wurde allerdings nicht umgesetzt.
Der vordere Teil der Plattenhülle zeigt Ian Anderson in den Farben blau und weiß mit einer Aquila, die den Namen von Band und Album trägt, vor dem in violett-orangen Tönen gehaltenen Bild einer nächtlichen, modernen Großstadt. Die Rückseite zeigt die Bandmitglieder und 14 weitere Personen, die im Zusammenhang mit den Songs des Albums stehen, darunter in der Bildmitte ein kleines Mädchen, das ein Maschinengewehr hält, ein Schlittschuhläufer, vier junge Frauen in Hot Pants, eine Nonne, zwei Rugby-Spieler und eine Frau, die als Königin Elisabeth I. verkleidet ist und einen Mann zum Ritter schlägt, sowie ein Seelöwe bei der Balldressur. Anderson hält auch hier die Aquila, steht aber im Hintergrund. Bei den zusätzlichen Personen handelt es sich unter anderem um Andersons zukünftige Frau Shona sowie weitere Angehörige und Freunde der Musiker.
Neben den fünf Musikern von Jethro Tull sind als Orchester Mitglieder der Philamusica in London zu hören, dirigiert von David Palmer.

## Titelliste

### Originalausgabe

#### Seite A
1. WarChild – 4:33
2. Queen and Country – 2:59
3. Ládies – 3:16
4. Back-door Angels – 5:30
5. SeaLion – 3:35

#### Seite B
1. Skating Away on the Thin Ice of the New Day – 4:02
2. Bungle in the Jungle – 3:34
3. Only Solitaire – 1:28
4. The Third Hoorah – 4:47
5. Two Fingers – 5:07

#### Extratitel
2002 erschien eine überarbeitete CD mit Extratiteln:
1. Warchild Waltz – 4:21
2. Quartet – 2:44
3. Paradise Steakhouse – 4:03
4. Sealion 2 (Anderson/Jeffrey Hammond-Hammond) – 3:20
5. Rainbow Blues – 3:40
6. Glory Row – 3:35
7. Saturation – 4:21